# 次課長&おぎや&品庄"俺達にだってできるんだ"スペシャル
『次課長&おぎや&品庄"俺達にだってできるんだ"スペシャル』（じかちょうアンドおぎやアンドしなしょう おれたちにだってきるんだスペシャル）は、2006年と2007年の2回、TBS系列で放送された単発特別番組のシリーズ。

## 概要
次長課長・品川庄司・おぎやはぎの自らの冠番組を持たない人気若手お笑いコンビ3組が、ゴールデンタイムのレギュラー番組獲得を目指してバラエティ番組「次長課長&品川庄司&おぎやはぎの俺たちだってできるんだ!スペシャル」の司会に挑戦する。

## 放送履歴
1. 『史上最大の超ドッキリ大実験!次課長&品庄おぎやよ…お前ら初のこの冠番組はぜーんぶまるまるウソなのだよスペシャル』（しじょうさいだいのちょうドッキリだいじっけん じかちょうアンドしなしょうおぎやよ おまえらはつのこのかんむりばんぐみはぜーんぶまるまるうそなのだよスペシャル）
2006年9月23日(土曜日)19時00分〜20時54分(JST)
視聴率：10.5%（関東地区・ビデオリサーチ調べ）
2. 『次長課長&おぎやはぎ&品川庄司 俺達にだってできるんだ! 豪華芸能人のわがまま命がけで叶えますスペシャル』（じちょうかちょうあんどおぎやはぎあんどしながわしょうじ おれたちにだってできるんだ ごうかげいのうじんのわがままいのちがけでかなえますすぺしゃる）
2007年4月18日　18時55分〜20時54分（水トク!枠）
視聴率：11.7%（関東地区・ビデオリサーチ調べ）
本来なら4月1日19:00〜20:54の枠で放送する予定となっていたが、3月27日に死去した植木等の追悼特番に急遽変更となったため、放送予定が変更になったものである。

## 出演

### 司会
- 次長課長（河本準一・井上聡）
- 品川庄司（品川祐・庄司智春）
- おぎやはぎ（小木博明・矢作兼）

### 第1回

#### 実況
- 安東弘樹（TBSアナウンサー）

実況ゲスト
- さまぁ〜ず（大竹一樹・三村マサカズ）
- 千秋
- MEGUMI

#### ゲスト
夫婦ズバ!
- 愛川欽也・うつみ宮土理／ジャガー横田夫妻／松野明美夫妻

ガチンコハイパーバトル
- ジョシュ・バーネット

ちょい不良親父クッキング
- 板東英二／京本政樹／横峯良郎

アイドル暴露コロシアム
- 国生さゆり／KABA.ちゃん／川村ひかる／森下千里
- 堀越のり／夏川純／中川翔子／矢吹春奈／川村ゆきえ ほか

#### ナレーション
- 木村匡也
- 住友優子

### 第2回

#### ゲスト
- 国生さゆり
- 細川茂樹
- 小池栄子

わがままを言う大物芸能人
- 杉田かおる
- 武田鉄矢（海援隊）
- うつみ宮土理
- 和田アキ子
- 梨花
- 浜田雅功（ダウンタウン）

## 主な企画

### 第1回
夫婦ズバッ!
ハイパーガチンコバトル〜格闘王の素顔を暴け!
教えて!ちょい不良親父クッキング
アイドル暴露コロシアム

### 第2回
括弧内が依頼者。密着ロケで採取課程審査。
- 品川庄司、沖縄でハチミツ採取（杉田かおる）
- 次長課長、北海道のトナカイ牧場で精力剤のトナカイの角採取（うつみ宮土理）
- おぎやはぎ、ロッククライミングで絶壁の上の盆栽用植物採取（武田鉄矢）

## スタッフ
- 構成：鈴木おさむ、松本真一、興津豪乃　近藤祐次、佐藤俊明、小杉四駆郎
- TD：菊地守
- CAM：安達良
- VE：船山道夫
- AUD：西田敬
- 照明：川里一幸
- 美術プロデューサー：内藤佳奈子
- 美術デザイン：坪田幸之
- 美術進行：横山勇
- マルチ：大高貢
- キャラクターデザイン：
- イラスト：清須岳
- CG：
- オフライン編集：安部華子
- 音効：松長芳樹
- 編集：
- MA：岡崎博之
- 技術協力：池田屋、阿吽、マルチバックス、麻布プラザ　ワインド・アップ、デジタルサーカス
- 美術協力：フジアール
- 宣伝：河野裕之（TBS）
- AD：田中健太、石田直央、古山陽子、吉岡誠、小原武、一ノ宮誠司、山中啓二 ／ 槢木由香
- 制作進行：神田橋亜美
- ディレクター：山本カンスケ、小林一丈、中塚大悟、大久保崇、石井賢次、谷口絵美、齋藤慎一郎
- 総合演出：渡辺剛
- プロデューサー：辻村たろう
- 制作：NET WEB
- 製作：TBS

## 主題歌
- ザ・クロマニヨンズ「タリホー」